# Montreuil-sur-Thérain
 Montreuil-sur-Thérain  es una población y comuna francesa, en la región de Picardía, departamento de Oise, en el distrito de Beauvais y cantón de Noailles.

## Demografía
| 102 | 100 | 89 | 115 | 145 | 182 |
| Para los censos de 1962 a 1999 la población legal corresponde a la población sin duplicidades (Fuente: INSEE [Consultar]) |     |    |     |     |     |